# نیلس یورگن کالستاد
نیلس یورگن کالستاد (نروژی: Nils Jørgen Kaalstad؛ ‏ ۲۳ ژانویهٔ ۱۹۷۹) بازیگر اهل نروژ است.
از فیلم‌ها یا سریال‌های تلویزیونی که وی در آن نقش داشته‌است، می‌توان به سرآوران، پسرها، فرشتگان سقوط‌کرده، مسیرهای عبور، لیلیهامر اشاره کرد.